# Arcticodactylus cromptonellus
L'articodattilo (Arcticodactylus cromptonellus) è un rettile volante estinto, appartenente agli pterosauri. Visse nel Triassico superiore (Norico/Retico, circa 207 milioni di anni fa) e i suoi resti fossili sono stati ritrovati in Groenlandia.

## Descrizione
Questo animale è noto per un unico esemplare, uno dei più piccoli esemplari di pterosauri mai rinvenuti, in particolare del Triassico. Era uno pterosauro molto arcaico, con ali corte in relazione alla lunghezza delle zampe posteriori, ed era di taglia minuscola: l'apertura alare era di soli 24 centimetri, ma probabilmente si tratta di un esemplare giovane. Arcticodactylus era dotato di alcune caratteristiche uniche (autapomorfie) tra gli pterosauri triassici: erano presenti 11 o 12 denti multicuspidati su ogni ramo mascellare; la superficie articolare distale del quarto metacarpale dell'ala era dotato di due condili; il femore era di poco più piccolo della tibia, e leggermente più grande della prima falange dell'ala; la scapola era lunga quasi il doppio del coracoide; l'omero era leggermente più piccolo del femore e dell'ulna; il terzo metatarso, infine, era allungato. Arcticodactylus, inoltre, non possedeva i denti simili a zanne nella parte mediana della mandibola, tipici invece di molti altri pterosauri arcaici. 

## Classificazione
L'esemplare tipo, MGUH VP 3393, venne ritrovato nella Terra di Jamerson (Groenlandia orientale), in una formazione geologica risalente forse al limite Norico/Retico nel Triassico superiore. L'esemplare venne inizialmente descritto come una specie di Eudimorphodon (E. cromptonellus) nel 2001, a causa della presenza di denti multicuspidati. Già nel 2003, in ogni caso, Alexander Kellner fece notare che la presenza di questo tipo di dentatura non era esclusiva di Eudimorphodon tra gli pterosauri non pterodattiloidi. Inoltre, l'omero della specie artica possiede una cresta deltopettorale di forma triangolare, ben diversa dalla condizione quasi rettangolare osservata in Eudimorphodon, Carniadactylus e Bergamodactylus. Sulla base di queste differenze morfologiche, Kellner nel 2015 ribattezzò l'esemplare Arcticodactylus cromptonellus, preferendo non assegnarlo ad alcuna famiglia di pterosauri noti ma considerandolo uno pterosauro basale. 